# 워페인트
워페인트(Warpaint)는 2004년 결성된 미국 로스앤젤레스 출신 인디 록 밴드로 에밀리 코칼(보컬, 기타), 테레사 웨이만(보컬, 기타), 제니 리 린드버그(베이스, 보컬), 스텔라 모즈가와(드럼)으로 구성되어 있다.
현재까지 이들은 네 장의 정규 앨범을 냈다: <The Fool>(2010년), <Warpaint>(2014년), <Heads Up>(2016년). <Radiate Like This>(2022년)

## 역사

### 초기 형성기 (2004–2007년)
워페인트는 2004년 발렌타인데이에 로스엘젤레스에서 결성되었다. 처음 멤버는 어린 시절부터 친구였던 웨이만과 코칼에 린드버그 자매와 셰년 소사몬이었다. 로스엔젤레스에서 3년간 곡을 쓰며 연주 활동을 하다가 그 중 세 곡("Stars", "Beetles", "Elephants")으로 데뷔 EP를 내게 된다.

### <Exquisite Corpse> (2007–2009년)
데뷔 EP인 <Exquisite Corpse>를 2007년 12월에 제작자 제이콥 베르코비치와 두 달간 녹음했고 당시 코칼의 남자 친구이자 레드 핫 칠리 페퍼스의 현재 기타리스트인 존 프러시안테가 믹싱과 매스터링을 맡았다. 또한 레드 핫 칠리 페퍼스의 전 기타리스트였던 조시 클링호퍼가 드럼과 기타를 연주했다. 2008년 자체 발매한 이 EP는 로스엔젤레스의 아메바 레코드의 지역 아티스트 차트에서 빠른 속도로 1위에 올랐고 이어 2009년 마니말 레코드사를 통해 전세계적으로 발매되면서 큰 호응을 얻게 된다. 이 중 "Elephants"란 곡은 2011년 인디 호러 영화인 <사이렌>(앤드류 헐 감독, 라이언게이트사)의 사운드트랙으로 사용되었다.
호주 출신의 드러머인 모즈가와가 2009년 겨울에 밴드에 합류하고 얼마 안 있어 워페인트는 러프 트레이드 레코드사와 계약을 체결하고 곧이어 미국과 유럽 전역에 걸친 투어를 시작했다. 이 중에는 the xx의 오프닝 공연도 포함되었다.
2010년 12월 6일 BBC는 워페인트가 사운드 오브 2011 후보로 선정되었음을 발표했고 "비트" 매거진의 2010년 겨울판 표지모델이 되었다.

### <The Fool> (2009–2011년)
2010년 10월 25일 워페인트는 공식 데뷔 앨범인 <The Fool>을 발매했다. 이 앨범은 "NME"에서 극찬을 받았다. 앨범이 발매되기 전 이들은 데이빗 보위 헌정 앨범 <We Were So Turned On>을 위해 "Ashes to Ashes" 리메이크 작업을 했으며 이 헌정 앨범은 자선단체인 워차일드와 연계되어 발매되었다. 이 앨범의 첫 싱글인 "Shadows"는 2011년 1월 10일 디지털 다운로드와 12인치 음반으로 발매되었고 리믹스 버전 "Shadows (Neon Lights Remix)"는 많은 인기를 얻었고 BBC 라디오 1의 "In New Music We Trust" 플레이 리스트에 포함되었다.
앨범 홍보를 위한 미국과 영국 투어가 2011년 봄과 여름에 진행되었고 섬머 선데, 본나루, 글래스톤베리 페스티벌, 리딩 앤 리즈 페스티벌, 코첼라 밸리 뮤직 앤 아트 페스티벌, 록 워츠터, 일렉트릭 피크닉 등 다양한 페스티벌에 참여하였다. 2011년 "Undertow"란 곡을 싱글로 재발매하였고 영국 차트 92위, 호주 차트 75위까지 올랐다. 2011년 9월 25일에는 헐리우드 볼에서 TV 온 더 라디오, 악틱 몽키즈, 팬더 베어, 스미스 웨스턴스 등과 함께 무대를 공유했다.

### <Warpaint> (2014–2015년)

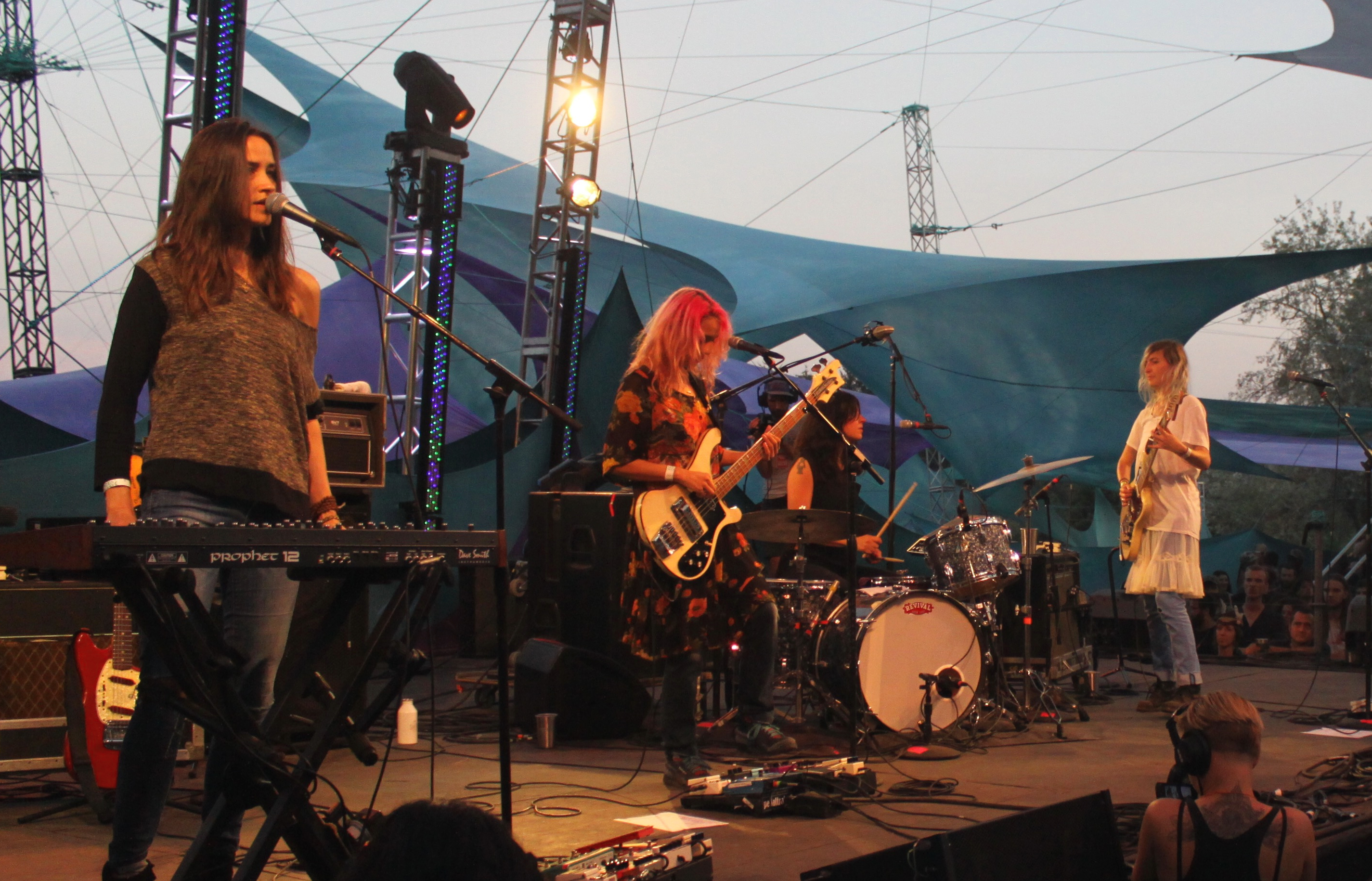
2014년 공연 중인 워페인트

2011년 초 드러머인 모즈가와는 NEM과의 인터뷰에서 워페인트가 "실험정신과 같이 곡을 쓰는 것"을 목표로 한다고 했다. 현재 멤버들로는 한 번도 곡을 처음부터 함께 쓰지 않았었다. 베이스의 린드버그는 새롭게 만드는 곡들은 "잼을 하면서 자유롭게 흘러가는 대로" 쓰려고 한다고 밝혔다. 2013년 2월 웨이만은 워페인트는 미니멀한 사운드를 만들려고 하고 있으며 자신들은 사운드체크를 하면서 곡을 만들며 어쿠스틱 기타와 퍼커션도 새롭게 가미하려고 한다고 했다. 리드 보컬인 코칼은 알앤비와 랩 음악이 워페인트에 영향을 주었으며 새 앨범에는 드럼 머신이나 앰비언스 같은 스탠다드 록에서 벗어난 음악을 시도하고 있으며 전 앨범인 <The Fool>과는 매우 다르게 대부분 키보드를 중심으로 사운드를 만들었다고 했다.
제작과 믹싱을 플러드가 맡았고 그 중 두 곡은 나이젤 고드리치가 믹싱을 한 앨범 <Warpaint>는 러프 트레이드 레코드사를 통해 독일, 아일랜드, 네덜란드, 스위스에서 2014년 1월 17일에, 덴마크, 프랑스, 스웨덴, 영국에서는 1월 20일, 스페인과 미국에서는 1월 21일에 발매되었다. 이 앨범의 리드 싱글인 "Love Is to Die"는 2013년 9월 25일 칼빈 클라인의 광고에 사용되었고 <Love Is to Die>라는 제목의 앨범 제작을 다룬 다큐멘터리 홍보 영상에도 쓰였다. 싱글은 10월 28일 디지털 버전의 앨범과 함께 발매되었다.
11월 20일, 워페인트는 영국 BBC 6 뮤직에서 <The Fool> 앨범에 수록된 "Composure"와 함께 신곡 "Love Is to Die"와 "Keep It Healthy"를 연주했고 사회는 스티브 라마크였다. 그 다음날 데이즈드 앤드 컨퓨즈드 매거진 2013년 12월호 온라인판에는 새 앨범 제작에 관한 이야기와 린드버그의 남편인 크리스 커닝햄이 만든 앨범 제작 다큐멘터리에 대한 내용들이 실린 기사가 나왔다. 린드버그는 11월 24일 XFM과의 인터뷰에서 커닝햄의 다큐멘터리가 앨범 발매에 이어 곧 출시될 것이라고 했다.
2집의 두 곡 "Disco//very"와 "Keep it Healthy"로 만든 뮤직 비디오가 2014년 4월에 출시되었다. 라반 페이디아스가 감독한 이 뮤직 비디오에는 프로 스케이트보더들인 저스틴 엘드리지, 크리스 마코비치, 패트릭 멜셰어가 출연했다.
앨범 홍보를 위해 워페인트는 2015년 여름 투어를 가졌고 이후 멤버들은 각자의 프로젝트들을 시작했다. 코칼은 포크 뮤지션인 폴 베르그만의 곡 "Romantic Thoughts"(2015년)에 보컬로 참여했고, 웨이만은 핫칩의 사라 존스, 올위아의 구로 기클링과 함께 수퍼그룹 보스(BOSS)를 결성하여 솔로 앨범 작업을 했다. 모즈가와는 앤디 클락와이스와 커트 바일과 함께 작업을 했다. 린드버그의 솔로 앨범 <Right On!>은 2015년 발매되었는데 모즈가와도 드럼으로 참여했다.

### <Heads Up> (2016–2022년)
2016년 8월 1일 워페인트는 싱글 "New Song"을 발매했고 9월 23일에 세 번째 정규 앨범인 <Heads Up>이 출시된다고 발표했다.2017년 8월 23일부터 10월 27일까지 워페인트는 스페셜 게스트로 디페쉬 모드의 "글로벌 스피릿 투어"의 오프닝으로 투어를 함께 하면서 그 유명한 할리우드볼에서 4일 연속으로 공연을 했다. 또 해리 스타일스와 함께 2018년 5월에 아시아 지역에서 몇 차례 공연을 했다.
2020-2021년에는 별다른 활동을 하지 않았다.
2021년 4월에는 HBO 시리즈인 <메이드 포 러브>에 들어간 싱글 "Lilys"를 발표했다.

### <Radiate Like This> (2022년-현재)
2022년 1월 워페인트는 싱글 "Champion"을 발표했고 이어 5월에 네 번째 앨범 <Radiate Like This>가 버진 레코드를 통해 발매되었다.

## 음악 스타일
워페인트의 스타일은 아트 록, 드림 팝, 사이키델릭 록 등으로 분류된다. NME는 워페인트의 스타일에 대해 "음울한 분위기에서 강한 록이 간헐적으로 솟아나오는 음악으로 광활하며 풍성한 하모니를 담은 사이키델릭 록 스타일의 곡들은 다양한 변박들로 이루어져 있어 프로그레시브 록 팬들까지도 충족시킬 만하다"라고 표현했다. 이들의 음악은 콕토 트윈스, 조니 미첼, 수지 앤 더 밴시즈 등에 비교된다. 그 밖에 영향으로는 크라프트베르크, 디페쉬 모드, 퍼블릭 이미지 리미티드 등이 있다. 또한 본인들은 힙합에도 영향을 받았다고 말하고 있는데 두 곡이 제목이 이들이 좋아하는 랩퍼의 이름인 "Biggy"와 "Dre"이기도 하다.

## 음반 목록
- The Fool (2010년)
- Warpaint (2014년)
- Heads Up (2016년)
- Radiate Like This (2022년)

## 구성원
현 멤버
- 에밀리 코칼 (Emily Kokal) – 리드/백보컬, 기타, 키보드, 일렉트로닉 (2004년–현재)
- 제니 리 린드버그 (Jenny Lee Lindberg) – 베이스, 백/리드 보컬 (2004년–현재)
- 테레사 웨이맨 (Theresa Wayman) – 리드/백보컬, 기타, 신세사이저, 드럼 (2004년–현재)
- 스텔라 모즈가와 (Stella Mozgawa) – 드럼, 키보드, 백보컬 (2004년–현재)

이전 멤버
- 샤닌 소사몬 (Shannyn Sossamon) – 드럼, 백보컬 (2004–2007년)
- 데이비드 올란도 (David Orlando) – 드럼 (2007–2009년)
- 매튜 페이시 (Matthew Pacey) – 드럼 (2009년)
- 조시 클링호퍼 (Josh Klinghoffer) – 드럼, 기타 (2009년)
- 마이클 퀸 (Michael Quinn) – 드럼, 첼로 (2009년)